# Křižák velký
Křižák velký (Araneus angulatus) je pavouk z čeledi křižákovití (Araneidae) a rodu Araneus.

## Popis
Křižák velký dosahuje velikosti 14 až 18 mm v případě samic a 10 až 13 mm v případě samců, z toho hlavohruď měří 5 až 7 mm. Jde o největší druh křižáka na území Česka. Zadeček je v případě samců útlý, zadeček samic je mohutnější, vepředu s dvojicí nápadných hrbolů. Zbarvení druhu je značně variabilní. Hlavohruď bývá tmavě hnědá, barva zadečku se pohybuje od světlé hnědé až po tmavě šedou, u samců bývá zbarvení většinou méně výrazné. Na zadečku se rozvíjí temná laločnatá skvrna, tzv. folium, kterou odděluje tenký bílý lem. Na zadečku se mohou rozvíjet bílé znaky, jež však nikdy netvoří kříž. Končetiny jsou tmavé, se světlým kroužkováním.

## Biologie
Křižák velký je druhem palearktické oblasti, vyskytuje se v mírném pásu Eurasie, výskyt zasahuje i do severní Afriky. V Česku se jedná o nehojný druh, roztroušeně rozšířený napříč lesnatými oblastmi. Křižák velký žije především v jehličnatých lesích, typicky v borových. Méně často sídlí i v lesích listnatých nebo smíšených, na lesních světlinách, na okrajích lesů či na mýtinách, synantropním stanovištím se spíše vyhýbá. Křižák velký tká velké kolové sítě na lov létajícího hmyzu. Ty mohou mít v průměru až okolo 1 m, nejsou však příliš pevné. Směrem ke středu sítě se vzdálenost mezi lepivými vlákny zhušťuje. Síť bývá většinou napnuta mezi stromy, drží ji jedno mostní vlákno. Během dne křižáci nejsou aktivní. Své sítě s novým dnem navíc často likvidují a ponechávají si pouze jejich základní osnovu. V takovém případě odpočívají na konci mostního vlákna, síť tkají večer a aktivní jsou v noci. Mladé jedince lze na síti nicméně najít i přes den. Rozmnožování připadá na léto, mláďata se z kokonu líhnou na podzim a přezimují do jara.

## Taxonomický význam
Jde o první druh představený v monografii švédského přírodovědce Carla Alexandera Clercka Svenska Spindlar (Pavouci Švédska) z roku 1757. Clerck pavouka popsal pod stále platným jménem Araneus angulatus. Clerckovo dílo nabývá z hlediska taxonomie velkého významu, protože vyšlo rok před 10. vydáním Linnéovy Systema naturae, které je pokládáno za formální hranici počátků zoologického názvosloví. Pavouci Švédska jsou výjimkou v zoologické nomenklatuře; jde proto o nejstarší práci, která obsahuje platná vědecká jména živočichů. Křižák velký je díky tomu prvním vědecky popsaným živočichem.